# كين فنوكت
كين فنوكت (بالإنجليزية: Ken Fencott)‏ هو لاعب كرة قدم بريطاني في مركز الهجوم، ولد في 27 ديسمبر 1943 في والسول في المملكة المتحدة. لعب مع أستون فيلا ونادي تاموورث ونادي لينكولن سيتي.